# Maxim Stanislawowitsch Oreschkin

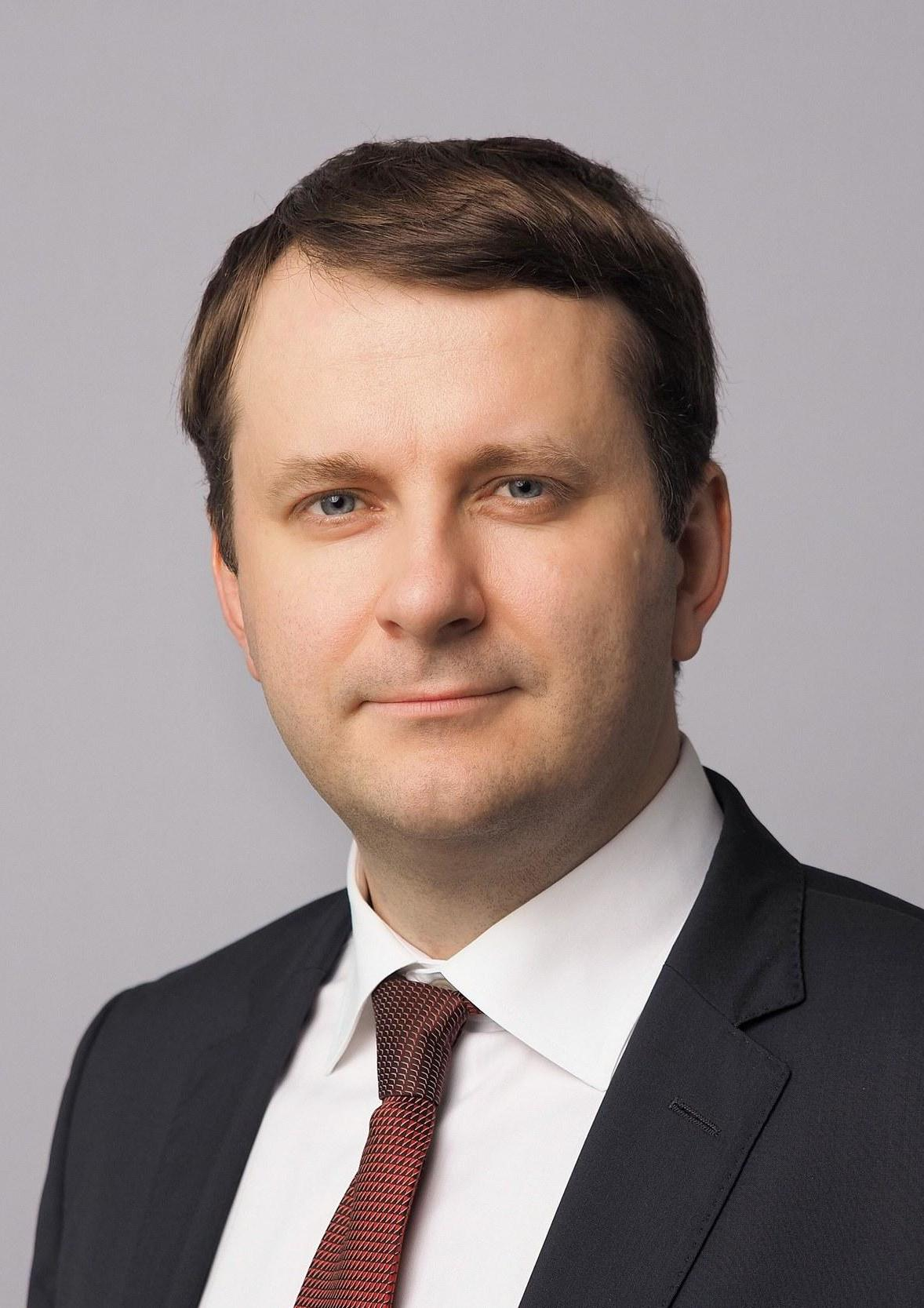
Maxim Oreschkin (2020)

Maxim Stanislawowitsch Oreschkin (russisch Максим Станиславович Орешкин; * 21. Juli 1982 in Moskau) ist ein russischer Manager und Politiker. Von 2016 bis 2020 war er Minister für wirtschaftliche Entwicklung der Russischen Föderation. Von Januar 2020 bis Mai 2024 war er Wirtschaftsberater von Präsident Wladimir Putin.

## Leben
Oreschkin machte 2004 seinen Bachelor an der Wirtschaftshochschule Moskau und arbeitete danach bei verschiedenen Banken. Im September 2013 wurde er Abteilungsleiter für langfristige Planungen im russischen Finanzministerium. Seit März 2015 war er stellvertretender Finanzminister.
Am 30. November 2016 wurde Oreschkin als Nachfolger von Alexei Uljukajew zum Minister für wirtschaftliche Entwicklung ernannt. Er blieb bis zum 21. Januar 2020 im Amt.
Am 15. März 2020 wurde Oreschkin zum Wirklichen Staatsrat 1. Klasse der Russischen Föderation befördert.
Von Januar 2020 bis Mai 2024 war er Wirtschaftsberater von Präsident Wladimir Putin. Im Mai 2024 wurde er zum stellvertretenden Leiter der Präsidialverwaltung befördert.